# Čekrlije
Čekrlije so nekdanje naselje v mestu Bihać, Bosna in Hercegovina, od leta 1991. del naselja Bihać.  

## Prebivalstvo
| Pregled števila prebivalcev po letih | Pregled števila prebivalcev po letih | Pregled števila prebivalcev po letih | Pregled števila prebivalcev po letih | Pregled števila prebivalcev po letih |
| ------------------------------------ | ------------------------------------ | ------------------------------------ | ------------------------------------ | ------------------------------------ |
| 1948                                 | 1953                                 | 1961                                 | 1971                                 | 1981                                 |
| -                                    | -                                    | -                                    | 491                                  | 571                                  |

| Narodna sestava prebivalstva po letih                                                                                        | Narodna sestava prebivalstva po letih                                                                                          | Narodna sestava prebivalstva po letih |
| --- | --- | ------------------------------------- |
| 1971 | 1981 |                                       |
| . skupaj: 491 Muslimani 446 (90,83 %) Srbi 28 (5,70 %) Hrvati 16 (3,25 %) Jugoslovani 0 (0,00 %) drugi in neznano 1 (0,20 %) | . skupaj: 571 Muslimani 447 (78,28 %) Srbi 46 (8,05 %) Hrvati 16 (2,80 %) Jugoslovani 61 (10,68 %) drugi in neznano 1 (0,17 %) |                                       |